# Masmorra instanciada
Uma Masmorra instanciada (em inglês instance dungeon) em jogos MMO, é uma área especial, tipicamente uma masmorra, que gera uma nova cópia da localidade para cada grupo, ou certo número de jogadores, que entram na área.  Instanciar, o termo geral para o uso dessa técnica, elimina vários problemas encontrados pelos jogadores nos espaços compartilhados dos mundos virtuais.  Não é amplamente conhecido quando instâncias foram introduzidas neste gênero, entretanto, The Realm Online (1996) é às vezes creditado como sendo o responsável.